# エクセター侯爵
エクセター侯爵（英: Marquess of Exeter）は、イギリスの侯爵位。
過去2回創設されており、現存する第2期のエクセター侯爵は第10代エクセター伯爵ヘンリー・セシルが1801年に連合王国貴族として叙されたのに始まる。セシル家はエリザベス1世の宰相初代バーリー男爵ウィリアム・セシルを祖としており、エクセター侯爵セシル家はその嫡流である。ソールズベリー侯爵ガスコイン＝セシル家は分流にあたる。

## 歴史

### コートニー家(第1期)
イングランド王エドワード4世の孫の一人である第2代デヴォン伯爵ヘンリー・コートニー(1496頃-1539)が1525年6月18日に叙されたのが最初である。しかし彼は1536年にヘンリー8世への抵抗運動「恩寵の巡礼」に協力したため、全ての名誉を剥奪され、1539年には処刑された。彼の地盤だったイングランド西部へはジョン・ラッセル（後の初代ベッドフォード伯爵）が赴任、統治に当たった。

### セシル家(第2期)

初代バーリー男爵ウィリアム・セシルの肖像画

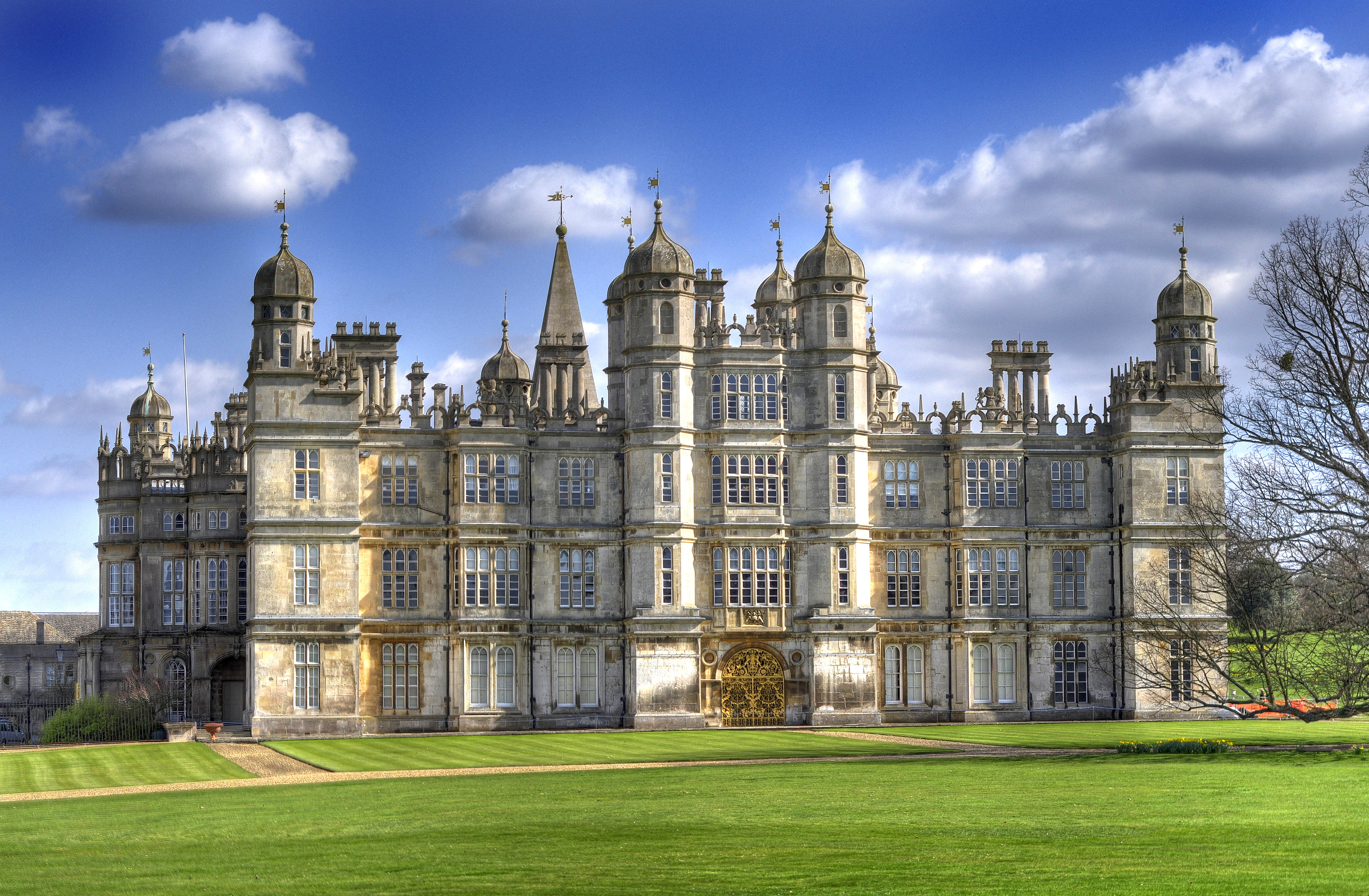
バーリー・ハウス

テューダー朝最後の女王エリザベス1世の宰相ウィリアム・セシル(1521-1598)は、1571年2月25日に「ノーザンプトン州におけるバーリー男爵（Baron Burghley, in the County of Northampton）」に叙せられた。
初代バーリー卿の死後、その爵位は長男トマス・セシル(1542-1623)が継承した。トマスは庶民院議員を務めていたものの父から政治の才能を認められず、父の政治的立場を引き継いで宰相となったのは次男ロバート(1565-1612)だった。ステュアート朝になった後の1605年5月4日にセシル兄弟に同時に伯爵位を与えられた。それがトマスの「エクセター伯爵（Earl of Exeter）」とロバートの「ソールズベリー伯爵（Earl of Salisbury）」だった。
その後、エクセター伯爵位はトマスの男系男子によって受け継がれ、200年後の1801年2月4日に至って10代エクセター伯爵ヘンリー・セシル(1754-1804)が「エクセター侯爵（Marquess of Exeter）」に叙せられた。
その来孫である6代エクセター侯爵デイヴィッド・ジョージ・ブラウンロー・セシル(1905-1981)は襲爵前に陸上競技選手として鳴らし、1928年のアムステルダム五輪では金メダルを獲得した。
2015年現在の当主はその甥にあたる第8代エクセター侯爵ウィリアム・マイケル・アンソニー・セシル(1935-)である。
本邸は1587年に初代バーリー卿によって築かれたリンカンシャー・スタンフォードにあるバーリー・ハウスである。1975年に7代エクセター侯マーティン・セシル(1909-1988)が創設したバーリーハウス保存財団（Burghley House Preservation Trust）によって管理されている。
分流としてはハックニーのアマースト男爵家が存在する。アマースト男爵位はウィリアム・ティッセン＝アマーストが1892年に叙されたのに始まるが、彼の娘で爵位を女系継承した第2代アマースト女男爵メアリー(1857-1919)が3代エクセター侯ウィリアム(1825-1895)の三男ウィリアム卿(1854-1943)と結婚した結果、セシル家によって継承される爵位となったものである。同家の現在の当主は5代アマースト男爵ヒュー・セシル(1968-)である。

## 現当主の保有爵位
現当主である第8代エクセター侯爵ウィリアム・マイケル・アンソニー・セシルは、以下の爵位を有する
- 第8代エクセター侯爵(8th Marquess of Exeter)
(1801年創設の連合王国貴族爵位)

- 第17代エクセター伯爵(17th Earl of Exeter)
(1605年創設のイングランド貴族爵位）
- 第18代ノーザンプトン州におけるバーリー男爵(18th Baron Burghley, in the County of Northampton )
(1571年創設のイングランド貴族爵位）

エクセター侯爵家の法定推定相続人はバーリー男爵(バーリー卿)を儀礼称号として称する。

## 一覧

エクセター侯爵(第1期)ヘンリー・コートニーの紋章

### エクセター侯 第1期 (1525年)
- 初代エクセター侯爵・第2代デヴォン伯爵（英語版）ヘンリー・コートニー（英語版） (1496頃-1539) ※1539年処刑

### バーリー男爵 (1571年)
- 初代バーリー男爵ウィリアム・セシル (1521-1598)
- 第2代バーリー男爵トマス・セシル (1542-1623) ※1605年にエクセター伯爵へ昇爵

### エクセター伯 (1605年)
- 初代エクセター伯爵トマス・セシル (1542-1623)
- 第2代エクセター伯爵ウィリアム・セシル (1566-1640)
- 第3代エクセター伯爵デイヴィッド・セシル (1600頃-1643)
- 第4代エクセター伯爵ジョン・セシル (1628-1678)
- 第5代エクセター伯爵ジョン・セシル (1648頃-1700)
- 第6代エクセター伯爵ジョン・セシル (1674-1721)
- 第7代エクセター伯爵ジョン・セシル (1700頃-1722)
- 第8代エクセター伯爵ブラウンロー・セシル (1701-1754)
- 第9代エクセター伯爵ブラウンロー・セシル (1725-1793)
- 第10代エクセター伯爵ヘンリー・セシル (1754-1804) ※1801年にエクセター侯爵へ昇爵

### エクセター侯 第2期 (1801年)

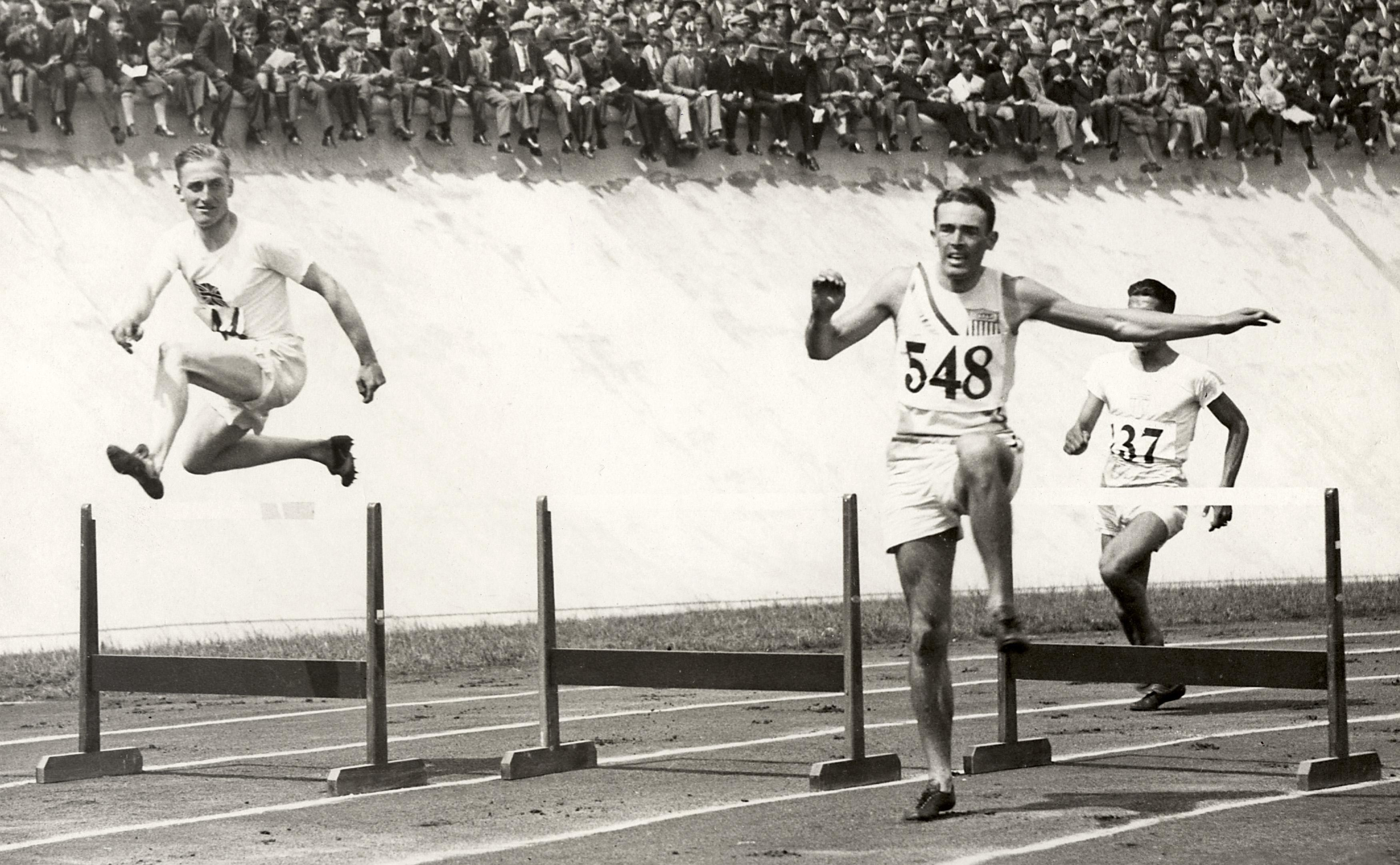
1928年アムステルダム五輪の400メートルハードル競技。左側のハードルを飛び越えてる人物がバーリー卿デイヴィッド・セシル（後の第6代エクセター侯）。

- 初代エクセター侯爵ヘンリー・セシル (1754–1804)
- 第2代エクセター侯爵ブラウンロー・セシル (1795-1867)
- 第3代エクセター侯爵ウィリアム・アレン・セシル (1825-1895)
- 第4代エクセター侯爵ブラウンロー・ヘンリー・ジョージ・セシル (1849-1898)
- 第5代エクセター侯爵ウィリアム・トマス・ブラウンロー・セシル（英語版） (1876-1956)
- 第6代エクセター侯爵デイヴィッド・ジョージ・ブラウンロー・セシル (1905-1981)
- 第7代エクセター侯爵ウィリアム・マーティン・アレン・セシル（英語版） (1909-1988)
- 第8代エクセター侯爵ウィリアム・マイケル・アンソニー・セシル（英語版） (1935-)

法定推定相続人は9代侯の息子バーリー卿（儀礼称号）アンソニー・ジョン・セシル(1970-)。